# Ebersdorf (Dietenhofen)
Ebersdorf ist ein Gemeindeteil des Marktes Dietenhofen im Landkreis Ansbach (Mittelfranken, Bayern). Die Gemarkung Ebersdorf hat eine Fläche von 7,437 km². Sie ist in 872 Flurstücke aufgeteilt, die eine durchschnittliche Flurstücksfläche von 8528,53 m² haben. In ihr liegen neben dem namensgebenden Ort die Gemeindeteile Andorf, Frickendorf und Stolzmühle.

## Geografie
Das Dorf liegt an der Bibert. Es münden dort der Trankbach als linker und der Kanzelbach als rechter Zufluss der Bibert. Im Nordwesten erhebt sich der Geißberg, im Süden liegt der Schallgrund, dahinter grenzt das Bayreuther Holz an. Die Kreisstraße AN 24 führt an der Stolzmühle vorbei nach Leonrod (1,8 km südöstlich) bzw. nach Andorf zur Staatsstraße 2255 (2 km nordwestlich). Gemeindeverbindungsstraßen führen nach Götteldorf (1,5 km südwestlich) und zur Staatsstraße 2245 (0,9 km nördlich).

## Geschichte
Der Ort wurde 1398 als „Ebersdorff“ erstmals urkundlich erwähnt. Das Bestimmungswort des Ortsnamens ist der Personenname Eberhard, der als Gründer der Siedlung angesehen werden kann. In der Urkunde wurde bestätigt, dass der Nürnberger Burggraf Johann III. Jörg und Wilhelm Schenken von Stein ein Gut verlieh. 1423 wurde der Ort in einer Urkunde als „Eberhartsdorff“ erwähnt, in der der Markgraf Friedrich I. den Brüdern Berthold, Jörg und Sebastian Volkmayer einen Hof zu Lehen übergab. Neben den Hohenzollern waren später die Herren von Leonrod und die Reichsstadt Nürnberg begütert.
Gegen Ende des 18. Jahrhunderts gab es in Ebersdorf 14 Anwesen. Das Hochgericht übte das brandenburg-bayreuthische Stadtvogteiamt Markt Erlbach aus. Die Dorf- und Gemeindeherrschaft hatte das Kastenamt Dietenhofen. Grundherren waren das Kastenamt Dietenhofen (1 Höflein, 2 Halbhöflein, 2 Güter, 1 Tropfhaus, 1 Haus, 1 Mühle), das Landesalmosenamt der Reichsstadt Nürnberg (2 Güter), das Rittergut Neudorf (1 Hof, 2 Halbhöfe) und ein Herrn Hofmann zu Ammerndorf (1 Gut). Von 1797 bis 1810 unterstand der Ort dem Justizamt Markt Erlbach und Kammeramt Neuhof.
1810 kam Ebersdorf an das Königreich Bayern. Im Rahmen des Gemeindeedikts wurde es dem 1811 gebildeten Steuerdistrikt Dietenhofen zugeordnet. 1813 entstand die Ruralgemeinde Ebersdorf, zu der Andorf, Leonrod und Stolzmühle gehörten. Mit dem Zweiten Gemeindeedikt (1818) löste sich Leonrod aus dem Gemeindeverband. Die Gemeinde Ebersdorf war in Verwaltung und Gerichtsbarkeit dem Landgericht Markt Erlbach zugeordnet und in der Finanzverwaltung dem Rentamt Ipsheim. Drei Anwesen unterstanden bis 1833 dem Patrimonialgericht Neudorf. Ein weiteres Anwesen unterstand bis 1848 dem Patrimonialgericht Rügland der Freiherren von Crailsheim. Ab 1862 gehörte Ebersdorf zum Bezirksamt Neustadt an der Aisch (1939 in Landkreis Neustadt an der Aisch umbenannt) und ab 1856 zum Rentamt Markt Erlbach (1919–1929: Finanzamt Markt Erlbach, 1929–1973: Finanzamt Fürth, seit 1973: Finanzamt Ansbach). Die Gerichtsbarkeit blieb beim Landgericht Markt Erlbach (1879 in Amtsgericht Markt Erlbach umbenannt), von 1959 bis 1972 war das Amtsgericht Fürth zuständig, seitdem ist es das Amtsgericht Ansbach. Die Gemeinde hatte 1964 eine Gebietsfläche von 6,009 km².
Am 1. Juli 1969, also noch vor der Gebietsreform in Bayern, ließ man sich nach Dietenhofen eingemeinden.
Zwischen dem 1. Juni 1915 und dem 26. September 1971 verkehrte die Bibertbahn südlich des Ortes und hatte dort einen Haltepunkt.

### Ehemaliges Baudenkmal
- Haus Nr. 13: eingeschossiges Wohnstallhaus aus Quadern, 1969 zur Hälfte abgebrochen; im Türsturz „JOHAN PAVLVS KRAF 1757“[14]

### Einwohnerentwicklung
Gemeinde Ebersdorf
| Jahr      | 1818   | 1840   | 1852   | 1855   | 1861   | 1867   | 1871   | 1875   | 1880   | 1885   | 1890   | 1895   | 1900   | 1905   | 1910   | 1919   | 1925   | 1933   | 1939   | 1946   | 1950   | 1952   | 1961   |
| Einwohner | 166    | 230    | 225    | 189    | 204    | 221    | 220    | 218    | 208    | 181    | 176    | 171    | 169    | 175    | 182    | 208    | 208    | 208    | 214    | 325    | 315    | 283    | 259    |
| Häuser    | 30     | 34     |        |        |        |        | 39     |        |        | 39     | 38     |        | 37     |        |        |        | 40     |        |        |        | 44     |        | 42     |
| Quelle    | [ 16 ] | [ 17 ] | [ 18 ] | [ 18 ] | [ 19 ] | [ 20 ] | [ 21 ] | [ 22 ] | [ 23 ] | [ 24 ] | [ 25 ] | [ 18 ] | [ 26 ] | [ 18 ] | [ 27 ] | [ 18 ] | [ 28 ] | [ 18 ] | [ 18 ] | [ 18 ] | [ 29 ] | [ 18 ] | [ 11 ] |

Ort Ebersdorf
| Jahr      | 001818 | 001840 | 001861 | 001871 | 001885 | 001900 | 001925 | 001950 | 001961 | 001970 | 001987 | 002005 | 002013 |
| Einwohner | 91     | 139    | 126    | 136    | 113    | 100    | 138    | 139    | 146    | 129 *  | 150    | 161    | 156    |
| Häuser    | 15     | 20     |        |        | 25     | 23     | 26     | 22     | 23     |        | 35     |        |        |
| Quelle    | [ 16 ] | [ 17 ] | [ 19 ] | [ 21 ] | [ 24 ] | [ 26 ] | [ 28 ] | [ 29 ] | [ 11 ] | [ 30 ] | [ 31 ] | [ 32 ] | [ 1 ]  |

## Religion
Der Ort ist seit der Reformation evangelisch-lutherisch geprägt und nach St. Andreas (Dietenhofen) gepfarrt. Die Einwohner römisch-katholischer Konfession waren zunächst nach Unsere Liebe Frau (Heilsbronn) gepfarrt, seit den 1980er Jahren ist die Pfarrei St. Bonifatius (Dietenhofen) zuständig.

## Kultur

### Vereine
- Freiwillige Feuerwehr Ebersdorf e. V.
- Stammtisch Ebersdorf

### Wanderwege
Durch Ebersdorf führen die Fernwanderwege Ansbacher Weg und Roter Tropfen. Auf der südlichen Talseite führen der Zollernweg und Bibertrundweg durchs Tal über Unternbibert und Münchzell vorbei.

### Sonstiges
Jeweils am ersten Sonntag im September findet von Freitag bis Montag die Ebersdorfer Kerwa statt, zu der das Gasthaus einlädt. Wie es Brauch ist, wird am Kerwa-Samstag um 16:00 Uhr der Baum am Feuerwehrhaus in der Ortsmitte aufgestellt.